# Росици
Росици или Росавско (на гръцки: Ρώσιτσι) е бивше село в Република Гърция, на територията на дем Суровичево, област Западна Македония.

## География
Росици се е намирало на север от Петърското езеро, между селата Пътеле и Петърско, в югозападното подножие на високия рид Найдово търло (896 m), до днешното полуостровче Преображение Господне, на което има параклис „Преображение Господне“, изграден в 1929 година.

## История
Местността за пръв път е населена в неолита – на полуострова е открито Пътелейското неолитно селище, обитавано от 5500 до 4500 г. п.н.е. В местността Росици са открити следи от ранния халколит.
Според Тодор Симовски селото е потопено във втората половина на XVII век от придошлите води на Петърското езеро. В същото време са наводнени и селата Рудник и дем Воден. Населението на Росици се преселило во Пътеле.